# Zweifarbige Flockenblume
Die Zweifarbige Flockenblume (Centaurea dealbata) ist eine Pflanzenart aus der Gattung der Flockenblumen (Centaurea) in der Familie der Korbblütler (Asteraceae).

## Merkmale
Die Zweifarbige Flockenblume ist eine ausdauernde Pflanze, die Wuchshöhen von 30 bis 80 (100) Zentimeter erreicht. Sie bildet eine Pleiokorm-Wurzel aus. Der Pappus ist ungefähr ein Millimeter lang, nicht gefiedert und mehrreihig. Die Grundblätter sind gleichmäßig zweifach fiederschnittig. Die Stängelblätter sind einfach fiederschnittig, die Abschnitte sind eiförmig, spitz und ganzrandig, der Endabschnitt ist nicht vergrößert. Die Köpfe sitzen einzeln auf den einfachen oder locker verzweigten Stängeln, sind von Hochblättern umgeben und haben einen Durchmesser von 3 bis 5 (6) Zentimeter. Die Hüllblattanhängsel sind eiförmig-rundlich, groß und tief gefranst, der mittlere Teil ist 3 bis 5 Millimeter breit. Die Randblüten sind rosa und strahlend. Die Scheibenblüten sind heller.
Blütezeit ist von Juni bis Juli (September).

## Vorkommen
Die Zweifarbige Flockenblume kommt im Kaukasus und möglicherweise auch in der Nordost-Türkei auf Bergsteppen und subalpinen Wiesen in Höhenlagen von 1700 bis 2400 Meter vor.

## Nutzung
Die Zweifarbige Flockenblume wird zerstreut als Zierpflanze für Staudenbeete und Gehölzränder genutzt. Sie ist seit spätestens 1804 in Kultur. Die Sorte 'Steenbergii' hat dunkelkarminrosa Randblüten, weiße Scheibenblüten und erreicht Wuchshöhen von 60 Zentimetern, 'Zwergform' erreicht Wuchshöhen von 40 Zentimetern.

## Belege
- Eckehardt J. Jäger, Friedrich Ebel, Peter Hanelt, Gerd K. Müller (Hrsg.): Rothmaler Exkursionsflora von Deutschland. Band 5: Krautige Zier- und Nutzpflanzen. Spektrum, Akademischer Verlag, Heidelberg 2008, ISBN 978-3-8274-0918-8.